# 藤島斉

藤島斉（ふじしま ひとし／さい、1969年 - ）は、日本のライター、編集者、エッセイスト。埼玉県出身。

## 略歴、活動
- 1969年 埼玉県生まれ
- 1995年 フリーランスのライターとして活動[3][4]
- 2008年 函館に拠点を構える[3]
- 2012年 写真展「カメラとペンで探った函館山の花たち～寝ても覚めても函館山展」＠函館、ギャラリー村岡
- 2013年 写真展「函館山、花しるべ＠函館市写真歴史館
- 2014年 函館移住
- 2015年
  - 「函館山PHOTO&WALKグループ写真展」＠函館市写真歴史館
  - 写真展「森にいます」＠函館、ギャラリー村岡
- 2016年 はこだて十人十色トレインナーレ
- 2017年 写真展「きになるきのこ展」＠函館、ギャラリー村岡）
- 2018年 写真展「きになるきのこ展　大沼編」＠大沼国際交流プラザ
- 2019年 はこだてトリエンナーレ2019に作品

函館山花しるべな会代表としての活動などを通じて自然ガイドを務めるかたわらケーブルテレビNCV番組「山さんぽ」にて花先案内人として出演中。同「いさりびより」企画・構成・出演

## 著作
- 2012年
  - 『花しるべ～寝ても覚めても函館山　春～初夏』
  - 『花しるべ～寝ても覚めても函館山　夏～秋』[8]
- 2015年 『花しるべ～寝ても覚めても函館山　ひととせ篇』
- 2017年 『花しるべ～寝ても覚めても函館山　きになるきのこ編』